# بول لاوتربر

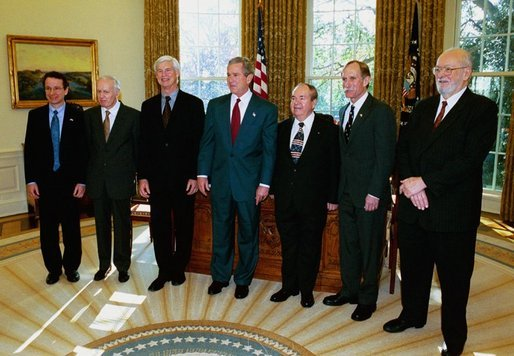
الرئيس الأمريكي جورج دبليو بوش مع ستة أمريكيين حائزين على جائزة نوبل عام 2003 في المكتب البيضاوي. من اليسار إلى اليمين ، رودريك ماكينون ، مدينة نيويورك (كيمياء) ؛ أنتوني ليجيت ، أوربانا ، إلينوي (فيزياء) ؛ روبرت إنجل ، مدينة نيويورك (الاقتصاد) ؛ د. أليكسي أبريكوسوف ، أرجون ، إلينوي (فيزياء) ؛ بيتر أجري ، بالتيمور ، ماريلاند (كيمياء) ؛ والدكتور بول لوتربر ، أوربانا ، إلينوي (علم وظائف الأعضاء / الطب).

بول لاوتربر (بالإنجليزية: Paul C. Lauterbur)‏ ـ (6 مايو 1929 - 27 مارس 2007) هو كيميائي أمريكي تقاسم جائزة نوبل في الطب مع بيتر مانسفيلد عام 2003 في تطوير التصوير باستخدام الرنين المغناطيسي, وكان برفيسوراً مع زوجته جوان في جامعة إلينوي لاثنتين وعشرين سنة حتى وفاته. وعمل مع الطلاب الجامعيين في البحوث وكبروفيسور للكيمياء في اختصاصات الهندسة الحيوية والفيزياء الحيوية وعلم الأحياء الحاسوبي في مركز الدراسات المتقدمة.

## روابط خارجية
- بول لاوتربر على موقع الموسوعة البريطانية (الإنجليزية)
- بول لاوتربر على موقع مونزينجر (الألمانية)
- بول لاوتربر على موقع إن إن دي بي (الإنجليزية)